# Quietanza
La quietanza è una dichiarazione scritta con la quale il soggetto attivo di un rapporto obbligatorio (creditore) afferma di aver ricevuto il pagamento in essa indicato.
Essa rientra nella categoria delle dichiarazioni di scienza con funzione di prova documentale precostituita.
Il debitore, o chi esegue l'adempimento, ha il diritto di ottenere la quietanza contestualmente all'adempimento dell'obbligazione. Essa dovrà indicare esattamente la prestazione eseguita e l'obbligazione cui si riferisce.
L'ipotesi più ricorrente nella prassi è quella della quietanza a saldo, dichiarazione con la quale il creditore afferma di non avere altro a pretendere dal debitore. Le quietanze a saldo sono anche le dichiarazioni, sottoscritte dal lavoratore alla cessazione del rapporto di lavoro, nelle quali il prestatore di lavoro dichiara di aver ricevuto il pagamento di ogni spettanza e di non aver più nulla da pretendere.
Ricevuta è termine informale alternativo a quietanza.

## Forma
La quietanza deve essere rilasciata in forma scritta: atto pubblico o scrittura privata. Altrimenti sarebbe frustrata la finalità certificativa della stessa. La dottrina ritiene sia sufficiente la provenienza della quietanza dal creditore, anche se non firmata dallo stesso. Tipicamente sono nominative e numerate.
Pur non obbligatorie, esistono in commercio diverse formati (moduli) di ricevuta, prestampati e dotati di copia ricalcante.

## Ricevuta di acquisto
Spesso sono emesse quietanze con funzione di ricevuta di acquisto ovvero un documento, rilasciato da un fornitore o creditore, che attesta l'avvenuto acquisto da parte di un cliente (o debitore) e relativo incasso. Ad esempio, questo avviene nelle transizioni commerciali on line (e-commerce). Anche i biglietti per l'utilizzo di determinati servizi sono sostanzialmente ricevute di acquisto. Tramite tali ricevute si può anche eventualmente richiedere il riconoscimento della garanzia o assistenza e, quando previsto, la restituzione soddisfatti o rimborsati.
Le ricevute di acquisto informano tipicamente che non costituiscono fattura nonché le modalità per richiedere fattura se necessaria.
Tra privati, questa quietanza diventa più propriamente ricevuta di pagamento (il debitore ha la prova documenta di aver pagato e il creditore dimostra di aver consegnato o eseguito quanto pattuito).

## Valore giuridico
È priva di qualsiasi valore la semplice dicitura "Pagato" riportata nelle bolle di consegna o fatture, ed è comunque interpretabile come un pagamento parziale, e quindi può essere oggetto di contestazioni successive del creditore. Perché l'atto sia valido deve riportare la dicitura "per quietanza" e la firma del creditore.
È inammissibile la prova per testimoni finalizzata a smentire il contenuto della quietanza. L'atto di quietanza può essere impugnato solamente quando la parte miri a dimostrare di averlo sottoscritto per violenza o errore di fatto.
L'errore invocato deve essere scusabile, inteso vertere su circostanze tali per cui qualunque uomo medio sarebbe caduto in inganno date le circostanze di tempo, modo e luogo in cui l'errore è avvenuto.